# Carlos Manuel
Carlos Manuel Correia dos Santos (* 15. Januar 1958 in Moita) ist ein ehemaliger portugiesischer Fußballspieler und -trainer.

## Karriere
Carlos Manuel begann seine Karriere bei GD Fabril, ehe er 1978 zum FC Barreirense. 1979 kam er zu seinen ersten Großklub zu Benfica Lissabon. In seiner Zeit in Lissabon konnte er viermal den portugiesischen Meistertitel, sechsmal den portugiesischen Pokal und einmal den portugiesischen Supercup gewinnen. In seiner Zeit bei Benfica fielen auch die Einberufungen zur Fußball-Europameisterschaft 1984 in Frankreich und zur Fußball-Weltmeisterschaft 1986 in Mexiko. Bei der EM wurde er dreimal eingesetzt und bei der WM wurde er ebenfalls dreimal eingesetzt und erzielte sogar ein Tor.
1987 ging er für ein Jahr in die Schweiz zum FC Sion, welchen er Richtung Sporting Lissabon verließ.
Bei Sporting war Carlos Manuel zwei Jahre unter Vertrag, danach ging er zu Boavista Porto, wo er ebenfalls zwei Jahre spielte. Dort konnte er noch einmal den portugiesischen Pokal und den portugiesischen Supercup gewinnen.
Danach ließ der Mittelfeldspieler seine Karriere bei GD Estoril ausklingen.

### Nach der Spielerkarriere
Nach der Spielerkarriere nahm Carlos Manuel zuerst den Posten als Spielertrainer bei GD Estoril an. Er trainierte danach SC Salgueiros und übernahm 1998 für kurze Zeit Sporting Lissabon. Danach trainierte er den Sporting Braga, SC Campomaiorense, CD Santa Clara, noch einmal Salgueiros, CD Olivais e Moscavide und von 2007 bis 2009 war er Cheftrainer von Atlético Clube de Portugal. Anfang Juni 2012 wurde er als Nationaltrainer von Guinea-Bissau benannt.

## Erfolge
- Portugiesischer Meister (4-mal): 1980/81, 1982/83, 1983/84, 1986/87
- Portugiesischer Pokalsieger (6-mal): 1980/81, 1982/83, 1984/85, 1985/86, 1986/87, 1991/92
- Portugiesischer Supercupsieger (2-mal): 1985, 1992